# بدروانی
بَدرَوانی یا هذیان‌زدگی یا پارافرنی (به انگلیسی: Paraphrenia) نام دسته‌ای از بیماری‌های روان‌پریشی است که با پارانویا (بیماری توهم) و روان‌گسیختگی تفاوت دارند.
در بیماران بدروان زوال شخصیتی در حالت کمینه قرار دارد و توافق احساسی با درمانگر هنوز به خوبی وجود دارد.
توافق احساس هماهنگی و پاسخ‌گویی دو جانبه است که به اعتماد بیمار نسبت به درمان‌گر و علاقه‌مندی‌اش به همکاری در امر درمان کمک می‌کند.
شخص بدروان به طور نیمه‌مرتب یا یک یا چند هذیان ذهنی مشغول است. در این بیماری، برعکس حالت اختلال هذیانی، هدیان‌های ذهنی بیمار از بقیه شخصیت او جدا نمی‌افتد.